# Torsted Sogn (Horsens Kommune)
 For alternative betydninger, se Torsted Sogn. (Se også artikler, som begynder med Torsted Sogn)
Torsted Sogn er et sogn i Horsens Provsti (Århus Stift).
Torsted Sogn blev i 1803 anneks til Hatting Sogn, men i 1900 blev de to selvstændige pastorater. Begge sogne hørte til Hatting Herred i Vejle Amt. De udgjorde Hatting-Torsted sognekommune. Den blev ved kommunalreformen i 1970 indlemmet i Horsens Kommune.
I Torsted Sogn ligger Torsted Kirke fra Middelalderen og Østerhåb Kirke fra 2011.
I sognet findes følgende autoriserede stednavne:
- Torsted (bebyggelse, ejerlav)
- Torsted Vestermark (bebyggelse)
- Torsvang (bebyggelse)
- Ørnstrup (bebyggelse, ejerlav)
- Ørnstrup Overmark (bebyggelse)